# Pateryk
Pateryk (od gr. pater – ojciec) – gatunek literatury hagiograficznej pochodzenia bizantyjskiego.
Pateryki były zwykle zbiorami opowiadań i legend z życia ascetycznych mnichów-eremitów, spędzających czas na umartwianiu się i modlitwie.
Po przyjęciu chrześcijaństwa przez Ruś pateryki stały się popularnym gatunkiem staroruskiej literatury religijnej. Była to literatura przekładowa, mniej lub bardziej dokładnie tłumaczona na język cerkiewnosłowiański. Określony pateryk był zwykle związany z jakimś miejscem – miastem, klasztorem, pustelnią czy rejonem geograficznym. Na średniowiecznej Rusi szczególnie popularne były pateryki Egipski i Synajski oraz Pateryk Rzymski.